# Castello Ursino
Il castello Ursino di Catania fu costruito da Federico II di Svevia nel XIII secolo. Il maniero ebbe una certa visibilità nel corso dei Vespri siciliani, come sede del parlamento e, in seguito, residenza dei re di Sicilia della dinastia aragonese fra cui Federico III. Oggi è sede del Museo civico della città etnea, formato principalmente dalle raccolte Biscari e dei Benedettini.

## Storia

### Prima del castello
Sul sito dove sorge l'edificio attuale è testimoniato uno dei nuclei più antichi dell'abitato catanese, risalente alla prima fase abitativa della polis greca di Katane. Sebbene in passato sia stata qui ipotizzata la presenza di una torre di età normanna - la Torre di Don Lorenzo - di essa non solo non resta traccia alcuna, ma gli studiosi tendono a ritenere l'ipotesi di una preesistenza normanna sul sito del castello Ursino priva di fondamenta scientifiche e tendono a ricercarla in altro sito del centro storico cittadino. Sulle origini dell'edificio, gli studiosi lo identificano con il castrum menzionato nella lettera indirizzata da Federico II al suo architetto, Riccardo da Lentini, il cui cantiere doveva ancora avviarsi nel 1239.

### Età federiciana
Il castello Ursino fu voluto da Federico II di Svevia e costruito non prima del 1239. L'imperatore aveva pensato il maniero all'interno di un più complesso sistema difensivo costiero della Sicilia orientale (fra gli altri anche il castello
Maniace di Siracusa e quello di Augusta sono riconducibili allo stesso progetto) e come residenza imperiale in città. Il progetto e la direzione dei lavori furono affidati all'architetto militare Riccardo da Lentini. Secondo il Correnti sarebbe stato costruito sulla riva del mare per volontà di Federico II e il nome "Ursino" dato al castello deriverebbe da Castrum Sinus ovvero il "castello del golfo". Tuttavia in origine il castello non doveva trovarsi per nulla sulla riva del mare come dimostrato dalle planimetrie di XVI e XVII secolo e la stessa denominazione Ursino sarebbe legato alla omonima famiglia castellana che nel corso del XIII secolo lo avrebbe occupato.

### I Vespri siciliani

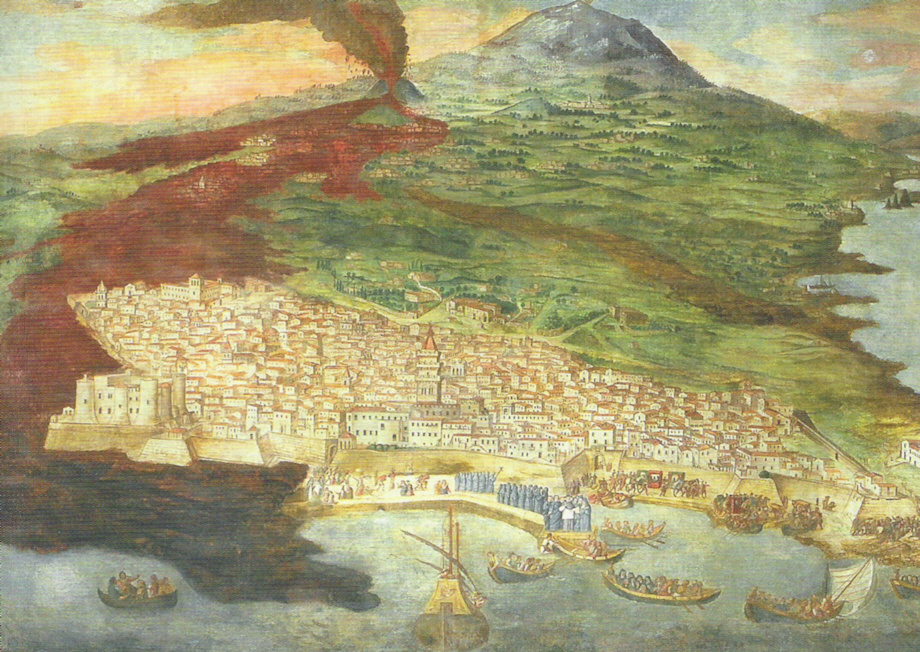
L'eruzione del 1669 in uno storico affresco di Giacinto Platania: sulla sinistra, il castello Ursino circondato dalla lava

All'interno del castello si vissero alcuni dei momenti più importanti della guerra del Vespro. Nel 1295 vi si riunì il Parlamento Siciliano, che dichiarò decaduto Giacomo II ed elesse Federico III a re di Sicilia. 
Nel corso del 1296 il castello fu preso da Roberto d'Angiò ma successivamente espugnato nuovamente dagli aragonesi. Re Federico abitò a partire dal 1296 il maniero, facendone la corte aragonese e così fecero anche i successori Pietro, di Ludovico, Federico IV e Maria. Inoltre la sala dei Parlamenti fu nel 1337 anche la camera ardente per la salma di re Federico III. Nel 1347 all'interno del castello venne firmata la cosiddetta Pace di Catania fra Giovanni di Randazzo e Giovanna d'Angiò.

### Il castello sede reale
Il castello Ursino fu dimora reale dei sovrani del casato Aragona di Sicilia (ramo parallelo siciliano del casato di Barcellona) e ospitò tutti i re da Federico III e tutti i suoi discendenti fino al 1415 ospitò la regina Bianca d'Evreux di origine normanna ma ereditaria del regno di Navarra sposa di Martino I di Sicilia (deceduto nel 1409). Ancora ai primi anni del XV secolo l'edificio è circondato dalla città e diverse casupole vi si addossano. Sarà re Martino I di Sicilia nel 1405 a far eseguire lo sgombero dello spazio intorno al maniero per ricavare una piazza d'arme, demolendo tra gli altri il convento di San Domenico, lì ubicato dal 1313.

### Durante l'età dei Viceré
Il castello, dimora di Maria di Sicilia, fu teatro del rapimento della regina da parte di Guglielmo Raimondo Moncada nella notte del 23 gennaio 1379, per evitare il matrimonio con Gian Galeazzo Visconti. Con l'avvento di Martino I di Sicilia il castello divenne nuovamente corte del regno.
Alfonso il Magnanimo riunì il 25 maggio del 1416, nella sala dei Parlamenti del castello i baroni e i prelati dell'isola per il giuramento di fedeltà al Sovrano e fino al 30 agosto vi si svolsero gli ultimi atti della vita politica che videro Catania come città capitale del regno. Nel 1434 lo stesso re Alfonso firmò nel castello l'atto con cui concedeva la fondazione dell'Università degli Studi di Catania.
Nel 1460 si riunirà nel castello Ursino il primo Parlamento del periodo aragonese-castigliano presieduto dal viceré Giovanni Lopes Ximenes de Urrea. Inoltre al suo interno morì nel 1494 don Ferdinando de Acuña viceré di Sicilia. Verrà sepolto in Cattedrale, nella cappella di Sant'Agata.

### Fortezza e carceri
Dal XVI secolo, con l'introduzione della polvere da sparo, il castello vide sempre più indebolito il suo ruolo militare, diventando temporaneamente dimora di viceré, e più costantemente del castellano, mentre una parte di esso fu adibito a prigione.
Si deve a questo periodo, in particolare sotto la reggenza di Carlo V, una massiccia manipolazione dell'edificio atta a ricavarne una fortezza integrata con il sistema difensivo civico: viene costruito il Bastione di San Giorgio a difesa del castello sul lato sud ed il Bastione di Santa Croce verso nord-est, mentre al suo interno vengono eseguite alcune modifiche in stile rinascimentale. Fu in seguito dotato anche di un ponte levatoio.
L'11 marzo 1669 da una frattura sopra Nicolosi cominciò la più imponente eruzione dell'Etna di epoca storica, che dopo aver distrutto orti e casali, giunse alle mura della città, che riuscì a superare da Nord-Ovest, nella zona del Monastero di San Nicolò l'Arena, per poi dirigersi verso lo stesso Bastione di San Giorgio. Il 16 aprile la lava arrivò attorno al castello e pur non intaccandone le strutture ne colmò il fossato, coprì i bastioni e spostò per alcune centinaia di metri anche la linea di costa. Qualche tempo dopo anche il terremoto del 1693 provocò una serie di danni alle strutture, compromettendo definitivamente il ruolo militare del castello.
Restaurato, continuò ad ospitare le guarnigioni militari prima piemontesi (1714) e quindi borboniche, assumendo anche il nome di Forte Ferdinandeo. Rimase tuttavia prigione fino al 1838, quando il governo borbonico riconoscendone il ruolo come fortilizio, vi apportò restauri e vi aggiunse nuove fabbriche che finirono con l'occultare sempre più l'originaria struttura sveva.
In tale stato il maniero rimase fino agli anni 30 del Novecento, quando fu oggetto di un radicale restauro, in vista della sua trasformazione in Museo.

### Museo Civico
Acquisito nel 1932 dal comune e sottoposto a restauri, oggi il castello si trova in pieno centro storico e, dal 20 ottobre 1934, è adibito a museo civico di Catania. Nel mese di novembre del 2009 sono stati ultimati i lavori di restauro. Conserva ed espone principalmente la collezione della famiglia Paternò Castello di Biscari e dei Benedettini.

## Architettura

Pianta del primo piano del castello Ursino.

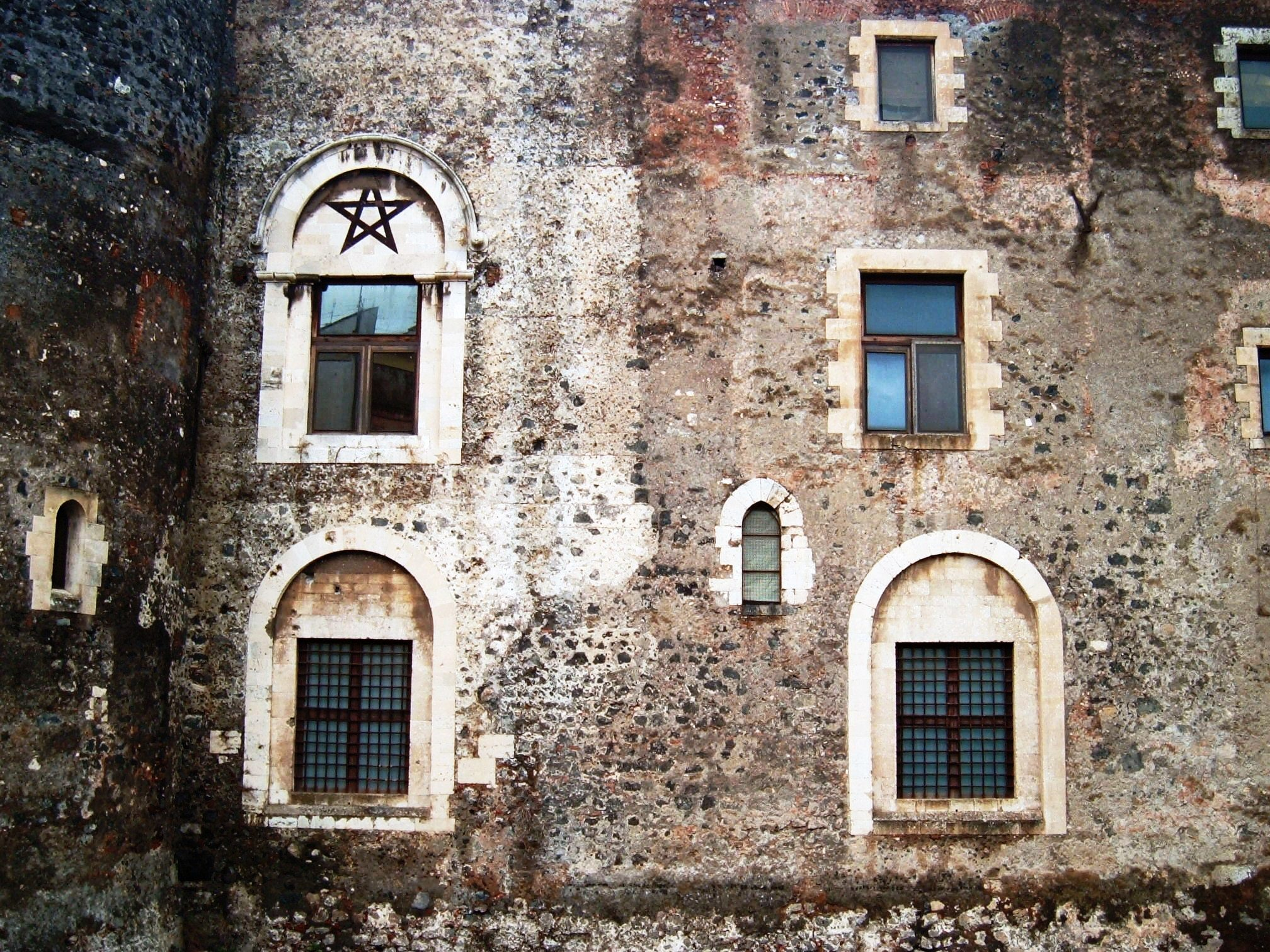
Castello Ursino: particolare della stella a cinque punte

La costruzione, è a pianta quadrata, ogni lato misura circa 50 metri. I quattro angoli sono dotati di torrioni circolari con diametro poco superiore ai 10 metri e altezza massima di 30, mentre le due torri mediane sopravvissute (in origine erano quattro) hanno un diametro di circa 7 metri. Le mura sono realizzate in opus incertum di pietrame lavico e presentano uno spessore di 2.50 metri. Originariamente il castello presentava alle basi delle scarpate che lo slanciavano dandogli un aspetto decisamente imponente. Esse sono visibili nel fossato del lato sud del castello grazie agli ultimi scavi effettuati. Il progetto originale probabilmente non prevedeva una merlatura, rara nei castelli federiciani. Ma successive modifiche e ricostruzioni della parte sommitale di alcune torri, hanno probabilmente previsto l'inserimento di merlature. La pianta originale si basa sulla relazione tra quadrato e ottagono, con possibile riferimento alla cabala.
Nel corso dei secoli la struttura originale non ha subito cambiamenti notevoli. trovandosi a breve distanza dalla principale via d'accesso a sud della città - la Porta della Decima sita in località muro rotto - e, circondato da ruderi di antica memoria (dal Bolano in poi, si identificavano a ovest la Naumachia e ad est il Ginnasio), si integrava con i quartieri meridionali della città i quali si trovarono addossati all'edificio fino ad inizio XV secolo. Dal 1405 infatti è dotato inizialmente di una piazza d'arme, per essere fortificato nel secolo seguente con l'aggiunta di un fosso e circondato dalla cortina muraria cittadina, lungo la quale in prossimità del castello si spingevano due baluardi (San Giorgio e Santa Croce). Sul lato settentrionale - che è quello principale ed è ben conservato con quattro finestre anche se originariamente non previste per renderlo meno vulnerabile agli attacchi nemici - era l'entrata principale del castello, difesa da un ponte levatoio e da mura difensive i cui resti sono ancora visibili nel fossato di fronte all'ingresso. Una base a scarpa venne realizzata a rafforzare la struttura del castello.
Il lato sud subi alcuni cambiamenti nel tempo, data la scomparsa della torre mediana e delle numerose finestre aperte nel tempo. Qui troviamo una porta secondaria detta "porta falsa" che, per mezzo di uno scivolo (che probabilmente era in legno e pietra), conduceva all'imbarcadero a mare ricavato oltre il bastione. Le manipolazioni cinquecentesche e la colata lavica del 1669 purtroppo non ci consentono di stabilire se fossero previste mura urbiche che separassero il maniero dalla spiaggia in prossimità: il lato sud del castello infatti fino alla metà del XVI secolo doveva trovarsi presso una larga riva sabbiosa, affacciandosi pur a notevole distanza sul mar Jonio. La realizzazione del bastione di San Giorgio e della piattaforma di Santa Croce resero efficiente l'edificio per l'uso dei cannoni fortificando il castello e rendendolo parte di un sistema difensivo ben più articolato che non in età medioevale. Il definitivo allontanamento dal mare e l'innalzamento del livello del terreno circostante al castello fu dovuto alla colata lavica del 1669 che lo cinse quasi totalmente e sommerse i bastioni.
Anche il lato est non presenta più la semi torre centrale, ma vi si trova una meravigliosa finestra di fattura rinascimentale con un pentalfa in pietra nera lavica. I moderni lavori di restauro hanno portato alla luce fino ad ora parte dei bastioni cinquecenteschi, una garitta perfettamente conservata e gli originari basamenti a scarpa che oggi restituiscono l'originaria maestosità alle torri angolari del castello.
L'ingresso, semplice, si trova nel prospetto nord ed ha sopra in una nicchia una scultura raffigurante un'aquila sveva, simbolo del potere del sovrano Federico II, che afferra una lepre erroneamente scambiata talora per agnello. Come si evince dalle planimetrie cinque e secentesche, tale ingresso venne occultato da una torretta semicilindrica aperta sul lato occidentale a baionetta di cui oggi resta appena il muro di fondazione.
Al suo interno si sviluppava la corte e vi rimane un bel cortile con scala esterna in stile gotico costruita in età rinascimentale Attorno al cortile interno c'erano le quattro grandi sale fiancheggiate da sale minori, dalle quali si accede alle torri angolari. Ogni grande sala è divisa da tre campate, coperte da volte a crociera costolonate che si dipartono da semicolonne con capitelli ornati a foglie, tale fuga di crociere quadrate dona l'aspetto di "campate di un maestoso tempio gotico".
Dal piano inferiore al piano superiore si accedeva attraverso le scale a chiocciola posizionate all'interno delle semi torri nord e sud. Funzionalmente combinò sia la funzione di reggia (palatium) che quella di maniero (castrum).
L'aspetto complessivo del castello nel suo ambiente circostante è notevolmente cambiato nel tempo, era prossimo al mare nei lati sud ed est, probabilmente in una vasta area aperta ridottasi ad uso agricolo dopo il progressivo abbandono dei quartieri meridionali nel corso della tarda antichità. In seguito, forse lungo il corso del XIV secolo durante l'espansione della Giudecca di Catania, la campagna su cui sorgeva venne occupata da fabbricati e conventi, tra cui quello di San Domenico, eretto nel 1313. Dal 1405 la città che ormai lo soffocava venne sventrata e intorno all'edificio fu ricavata un'ampia piazza d'arme. In seguito la struttura fu circondata da bastioni e dotata di un fossato e venne reso imponente dalle scarpate.
Dopo la colata lavica del 1669 e il terremoto del 1693, il castello vide allontanare la linea di costa di centinaia di metri e rialzarsi il livello del terreno di una decina di metri così che la sua imponenza e la sua magnificenza venne occultata per sempre.

## I graffiti dei carcerati
Il lungo periodo durante il quale il castello fu adibito a carcere comportò notevoli modifiche strutturali, poiché il maniero federiciano, nonostante la sua ampiezza, non aveva un numero sufficiente di locali che si prestassero ad essere usati come prigione. Così le grandi sale del piano terra furono suddivise da nuovi muri e solai, che crearono ambienti minori in cui i prigionieri stavano come l'anime dannate nei cosiddetti dammusi, cioè piccole celle, oscure e infestate da topi, scorpioni e tarantole.
Una traccia di questa pagina della storia del castello si trova nelle centinaia di graffiti che riempiono i muri e gli stipiti di porte e finestre di tutti gli ambienti del piano terra (ad eccezione di quelli sul lato nord) e anche il cortile interno.
- Disegni: si tratta di stemmi, ma anche di teste e volti generalmente disegnati di prospetto, talvolta con intento caricaturale. Fra le rappresentazioni figurate, quelle di maggiore interesse si trovano nel cortile. Si tratta di una torre merlata e di quattro imbarcazioni a tre alberi, tipi di galeoni in voga fra cinque e settecento, descritti con grande precisione. Molto frequenti anche i simboli di carattere religioso, in particolare la Croce e gli strumenti della Passione, nella cui rappresentazione il carcerato ravvicinava la propria sofferenza a quella di Cristo. L'esempio più interessante si trova nel cortile, una grande croce con Nodi di Salomone ai vertici, con la scala, la spugna, le tenaglie e il martello.
- Iscrizioni: spesso si tratta solo di un nome, una data (la più antica riporta il 1526) e la frase Vinni carceratu. Ma il repertorio è vastissimo e comprende riferimenti alla colpa attribuita al prigioniero, rispetto alla quale egli si dichiara innocente, vittima di complotti o tradimenti, e poi sentenze o riflessioni dettate dalla durezza della vita in carcere. Fra queste un tale Don Rocco Gangemi, che scrive: Miseru cui troppu ama e troppu cridi. Particolarmente interessanti, sul portale del lato sud del cortile, due lunghe frasi che mostrano dei precisi e puntuali riferimenti con la contemporanea produzione dei poeti Antonio Veneziano e Antonio Maura, ed una lapidaria incisione sul senso della vita: Mundus rota est. La lingua di queste iscrizioni è per lo più il siciliano, ma con uso anche del latino, dello spagnolo e di un misto di siciliano e latino.

## Il Castello nella cultura di massa
Nel 1980, le Poste Italiane dedicarono al Forte un francobollo da 40 lire, facente parte della raccolta nota come "Castelli d’Italia".

## Galleria d'immagini

Il castello Ursino (primi del XX secolo).
Il castello Ursino in una riproduzione filatelica della serie Castelli d’Italia.
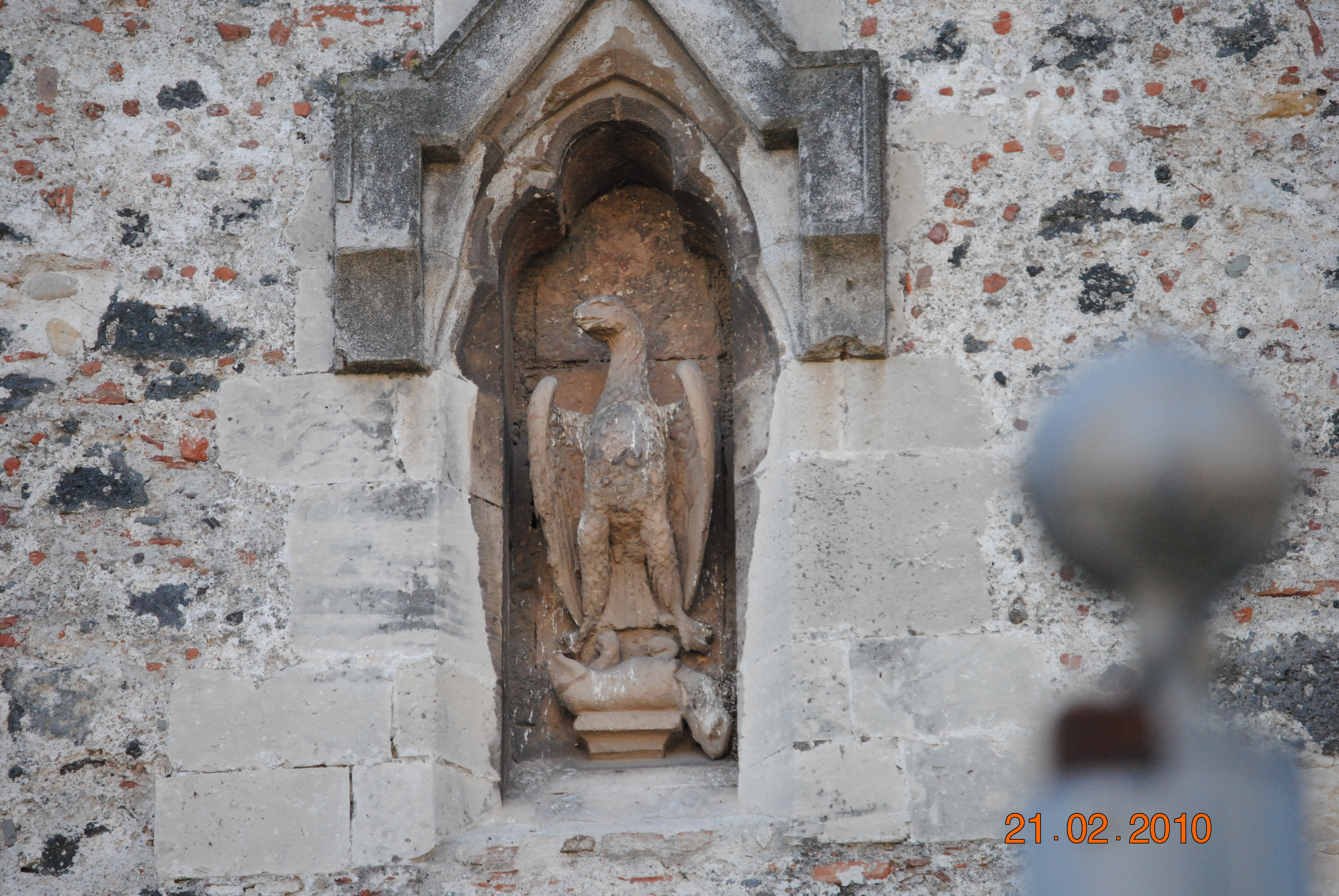
L'aquila imperiale che soggioga la lepre[18].
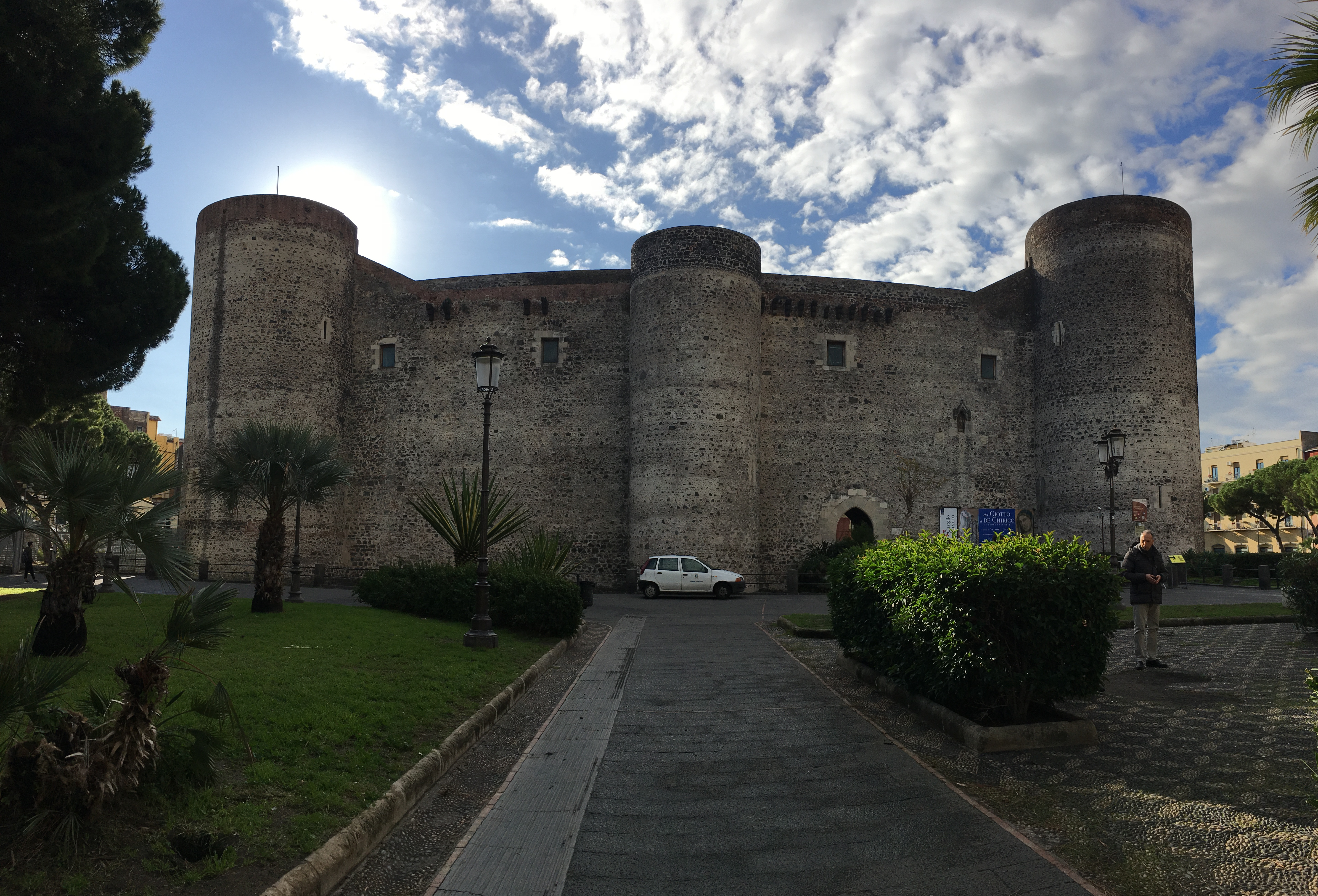
Panoramica di Castello Ursino.